# Sergi Pons i Codina
Sergi Pons i Codina (Barcelona, 1979) és un escriptor català resident a Parets del Vallès. El 2007, coincidint amb el naixement del seu primer fill, donà un tomb a la seva vida i es concentrà en la vida familiar. Lector voraç de les obres de Pere Calders, John Fante i Pedro Juan Gutiérrez, entre molts d'altres, l'any 2012 començà a escriure la seva primera novel·la de l'anomenada «trilogia de Sant Andreu».

## Obra publicada
- Mars del Carib (Edicions de 1984, 2014)[3]
- Dies de ratafia (Edicions de 1984, 2017)[4]
- Mal bon pare (Amsterdam Llibres, 2020)[5]